# Se acerca el momento: The Mixtape
Tercer Mixtape del dúo Jowell & Randy recopilado por DJ BOB en donde participan varios artistas como: Daddy Yankee, De La Ghetto, Zion, Yomo, Gadiel entre otros.
El disco contiene temas que se encuentran dentro de los discos de Jowell (Más suelto que nunca) y Randy (Romances de una nota).

## Canciones
1. Intro (Ft. DJ Bob)
2. Striper (Official Remix) (Ft. La Sista)
3. Ese Mahon (Official Remix) (Ft. De La Ghetto)
4. Sábanas mojadas (Official Remix) (Jowell Ft. Zion)
5. Salgo pa' la calle (Official Remix) (Ft. Daddy Yankee & Erre XI)
6. Descará' (Ft. Yomo)
7. Terminamos agresivo (Randy "Nota Loka")
8. Fragancia 4th Level (Ft. Zion)
9. Hazte la loca (Jowell)
10. Un Traketeo (Jowell)
11. Donde nadie nos vea (Jowell Ft. Joey)
12. Fuera del planeta (Official Remix) (Ft. Zion & Eloy)
13. Impresioname (Ft. Tempo)
14. Vengan para acá (Ft. Maldy Plan B (dúo) & Maicol)
15. Perversa (Ft. Trébol Clan)
16. Booty (Randy "Nota Loka" Ft. De La Ghetto)
17. Cositas macabras (Official Remix) (Ft. Gadiel)
18. Pasto Pelu
19. Pasto Pelu (Parte 2) (Ft. Trébol Clan)
20. Bailando fue (Ft. Daddy Yankee)
21. Ella se mueve (Randy "Nota Loka" Ft. Mega & Kenai)
22. Qué tengo que hacer (Official Remix) (Ft. Daddy Yankee)
23. La paja (Ft. VR)
24. Que lo que (Ft J Álvarez)
25. Papá Dios (Ft. Ñejo & El Sujeto)
26. De party en party (Randy "Nota Loka" Ft. De La Ghetto)
27. Me elevas (Randy Ft. Los Roques)
28. Loquita (Bachata) (Randy "Nota Loka")
29. Por qué estás sola (Ft. Pipe Calderón)
30. Ya no existen detalles (Ft. Naldo)
31. My Destiny (Randy "Nota Loka" Ft. Yomo)
32. Outro (Ft. DJ Bob)
33. El botón

- Datos: Q6122692